# Ksani
La rivière Ksani (en géorgien : ქსანი ; en ossète : Чысандон, Tchyssandon) est un petit cours d'eau du centre de la Géorgie, et un affluent droit du Koura. 

## Géographie

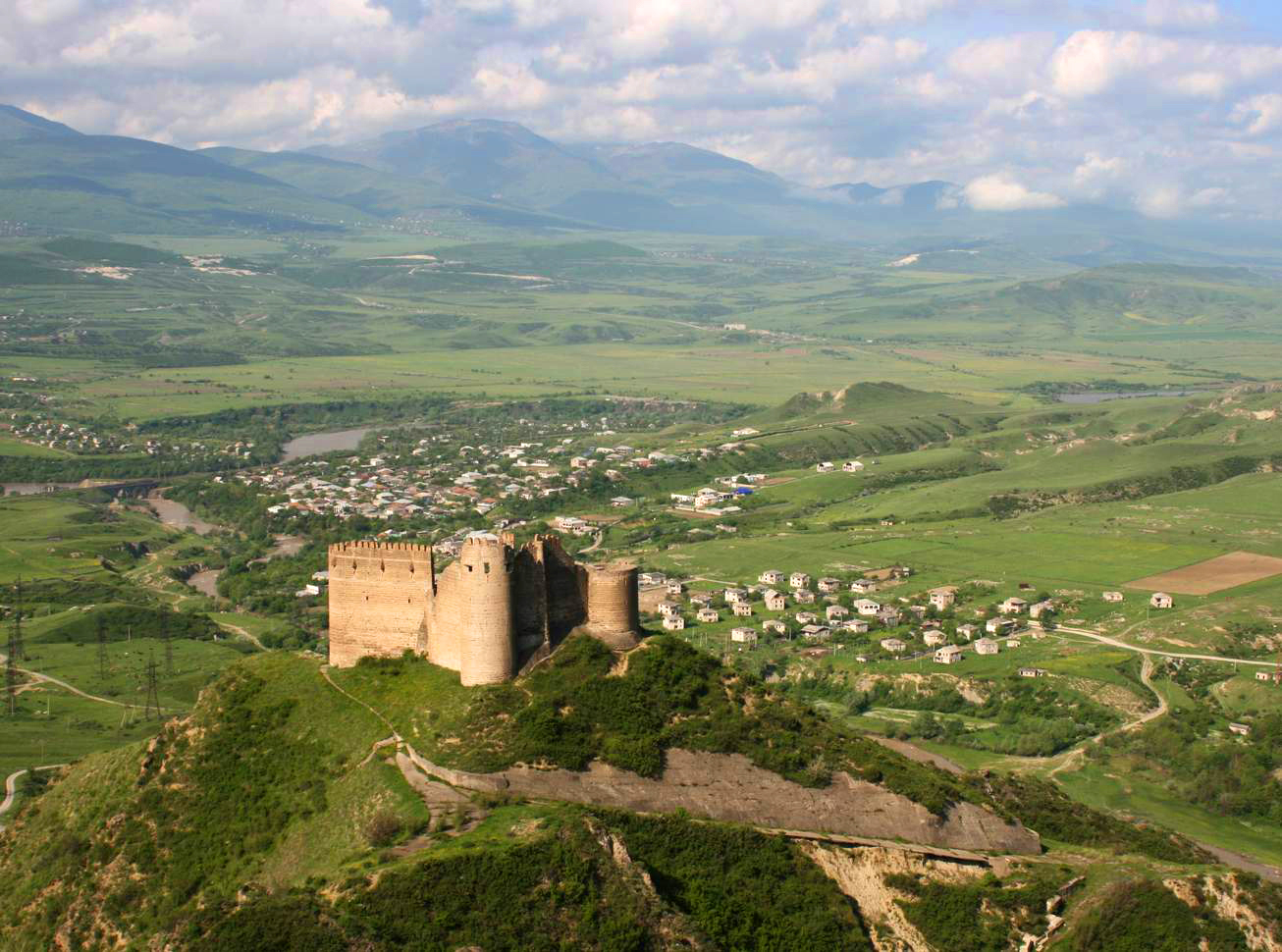
La vallé de la Ksani vue depuis la forteresse de Ksani

La Ksani,, prend sa source sur les pentes méridionales du Grand Caucase, en Kartlie intérieure, s'écoule d'abord vers le sud-est puis vers le sud et se jette dans le fleuve Koura à une vingtaine de kilomètres au nord-ouest de Tbilissi. 
La Ksani est l'émissaire du lac Kelistba.
Elle arrose la petite ville d'Akhalgori.
Le nom « Ksani » est souvent associé à la forteresse médiévale de Ksani, qui est située près de la rivière.